# Hordînivka, Dolînska
Hordînivka (în ucraineană Гординівка) este un sat în comuna Bohdanivka din raionul Dolînska, regiunea Kirovohrad, Ucraina.

## Demografie
Componența lingvistică a localității Hordînivka
     Ucraineană (100%)
Conform recensământului din 2001, toată populația localității Hordînivka era vorbitoare de ucraineană (100%).